# Heuksuseon
Heuksuseon (흑수선?), noto anche con il titolo internazionale The Last Witness, è un film del 2001 scritto e diretto da Bae Chang-ho.

## Trama
Dopo cinquant'anni di prigionia, il prigioniero politico Hwang-seok viene liberato, e la persona che lo aveva fatto imprigionare, Yang, viene trovato assassinato. La risoluzione del caso è però più complessa di quanto inizialmente appare, e l'investigatore Oh viene chiamato a fare luce sulla vicenda.